# Tarzan a New York
Tarzan a New York (Tarzan's New York Adventure) è un film del 1942 diretto da Richard Thorpe.
Il soggetto è liberamente tratto dal famoso romanzo d'avventura Tarzan delle Scimmie di Edgar Rice Burroughs del 1912. Il film è il sesto dei dodici della saga di Tarzan interpretati dall'attore Johnny Weissmuller. Ed è il terzo degli otto in cui l'attore bambino Johnny Sheffield compare nel ruolo di "Piccolo" ("Boy"), il figlio adottivo di Tarzan e Jane. Distribuito dalla Metro-Goldwyn-Mayer.

## Trama
Buck Rand e la sua compagnia giungono nella giungla africana per catturare un po' di animali per i suoi spettacoli da circo. Un giorno s'imbatte in Tarzan, Jane Parker e Piccolo, il loro figlio, e rimane particolarmente attirato dalla agilità nel compiere salti e piroette di quest'ultimo. Così Buck decide di lasciare l'Africa non solo con i leoni e gli struzzi, ma anche con Piccolo. Tarzan e Jane se ne accorgono appena in tempo e così partono per New York con la scimmietta Cita alla ricerca del proprio figlio.
Il finale per la famiglia Parker è assicurato ma già nel film si cominciano a riscontrare gli effetti della "civilizzazione" del protagonista che ormai sembra sempre di più un uomo normale e non più un ominide che compie acrobazie e salti lunghissimi.